# Wolfgang Schall
Wolfgang Schall (* 31. März 1916 in Konstanz; † 28. August 1997) war ein deutscher Brigadegeneral und Politiker (CDU) sowie Mitglied des Europäischen Parlaments.

## Leben und Beruf
Schall nahm als Major der Wehrmacht am Zweiten Weltkrieg teil und kam in sowjetische Kriegsgefangenschaft, aus der er erst 1955 zurückkehrte. Anschließend arbeitete er für die Bundeswehr, war Referent für psychologische Kriegführung im Bundesministerium der Verteidigung, führte von 1966 bis 1968 als Oberst die Panzerbrigade 24 und gehörte danach bis 1971 dem Führungsstab des Heeres an.
Nach seiner Zeit in der Politik zog er nach Uhldingen an den Bodensee und promovierte. Er war verheiratet mit Gudrun Schall.

## Politik
Schall trat 1958 der CDU bei, war von 1971 bis 1973 erster Generalsekretär der CDU Baden-Württemberg, bis 1977 Mitglied des baden-württembergischen Landesvorstands, von 1974 bis 1980 Vorsitzender des CDU-Kreisverbands Böblingen und gründete 1976 den CDU-Ortsverband Warmbronn mit, wo er ab Mitte der 1970er Jahre lebte. Vor der Bundestagswahl 1976 verlor er die parteiinterne Abstimmung gegen Peter Petersen, der schließlich in den Bundestag einzog.
Bei der ersten Direktwahl des Europäischen Parlaments 1979 wurde Schall über die Landesliste Baden-Württemberg gewählt. Er gehörte der EVP-Fraktion an und arbeitete bis 1982 im Ausschuss für Jugend, Kultur, Bildung, Information und Sport sowie ab 1982 im Politischen Ausschuss. Nach der Europawahl 1984 schied er aus dem Parlament aus.
Er war Leiter der deutschen Sektion der Antikommunistischen Weltliga.

## Auszeichnungen
- Eisernes Kreuz 1. und 2. Klasse
- Bundesverdienstkreuz 1. Klasse (1975)[8]
- Großes Verdienstkreuz des Verdienstordens der Bundesrepublik Deutschland (1984)